# Антиох Сардинский
Антиох Сардинский или Антиох Солцийский (лат. Antiochus Sardus, Antiochus Sulcis, умер в 127 году) — раннехристианский мученик. Святой Римско-Католической Церкви, один из первых сардинских святых, мученик.

## Биография
Считается, что Антиох был врачом и жил во времена правления императора Адриана. Антиох занимался проповеднической деятельностью в Каппадокии и Галатии, за что был арестован и отправлен в ссылку на остров Солци возле Сардинии (этот остров сегодня носит его имя). На этом острове в то время были шахты, в которых добывали полезные ископаемые. Здесь Антиох Сардинский построил небольшую часовню и обратил в христианство тюремного надзирателя Кириака, ставшего позднее также святым. За свою деятельность на острове Антиох Сардинский был приговорён к казни.
В 1615 году были обретены мощи святого Антиоха Сардинского и перенесены в собор города Иглезиас и затем — в собор города Кальяри.

## Память
- День памяти в Католической церкви — 13 декабря.
- Имя святого носит остров и город Сант'Антьоко
- Сохранился собор святого Антиоха Сардинского бывшей епархии Бизарцио.